# フーガス

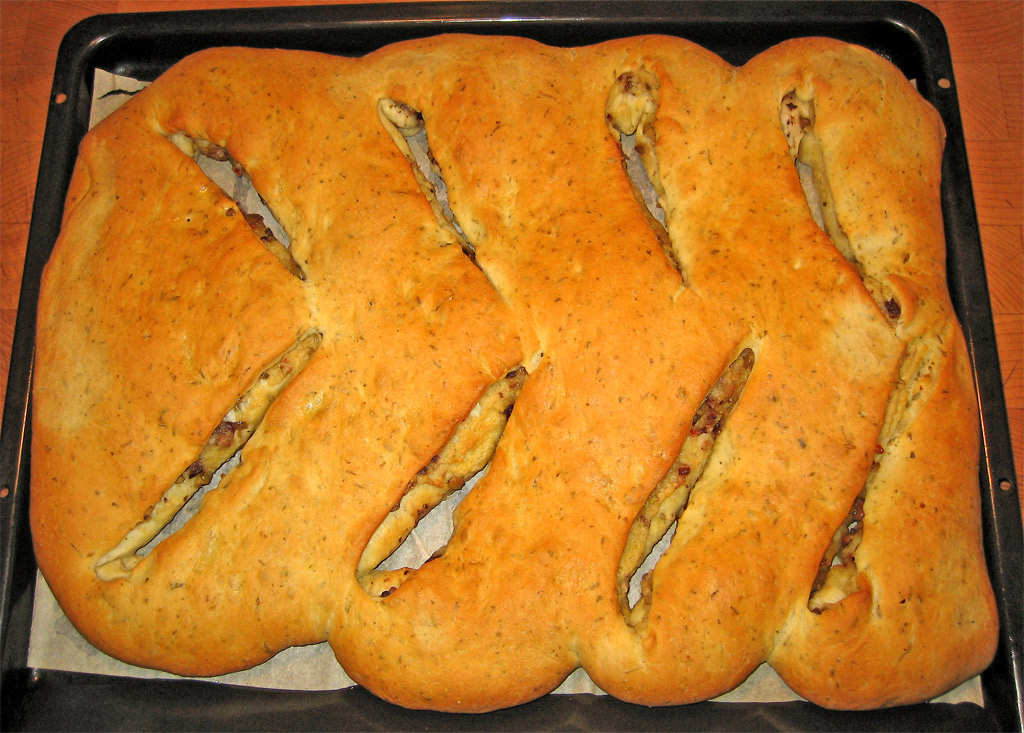
フランスパンのフーガス

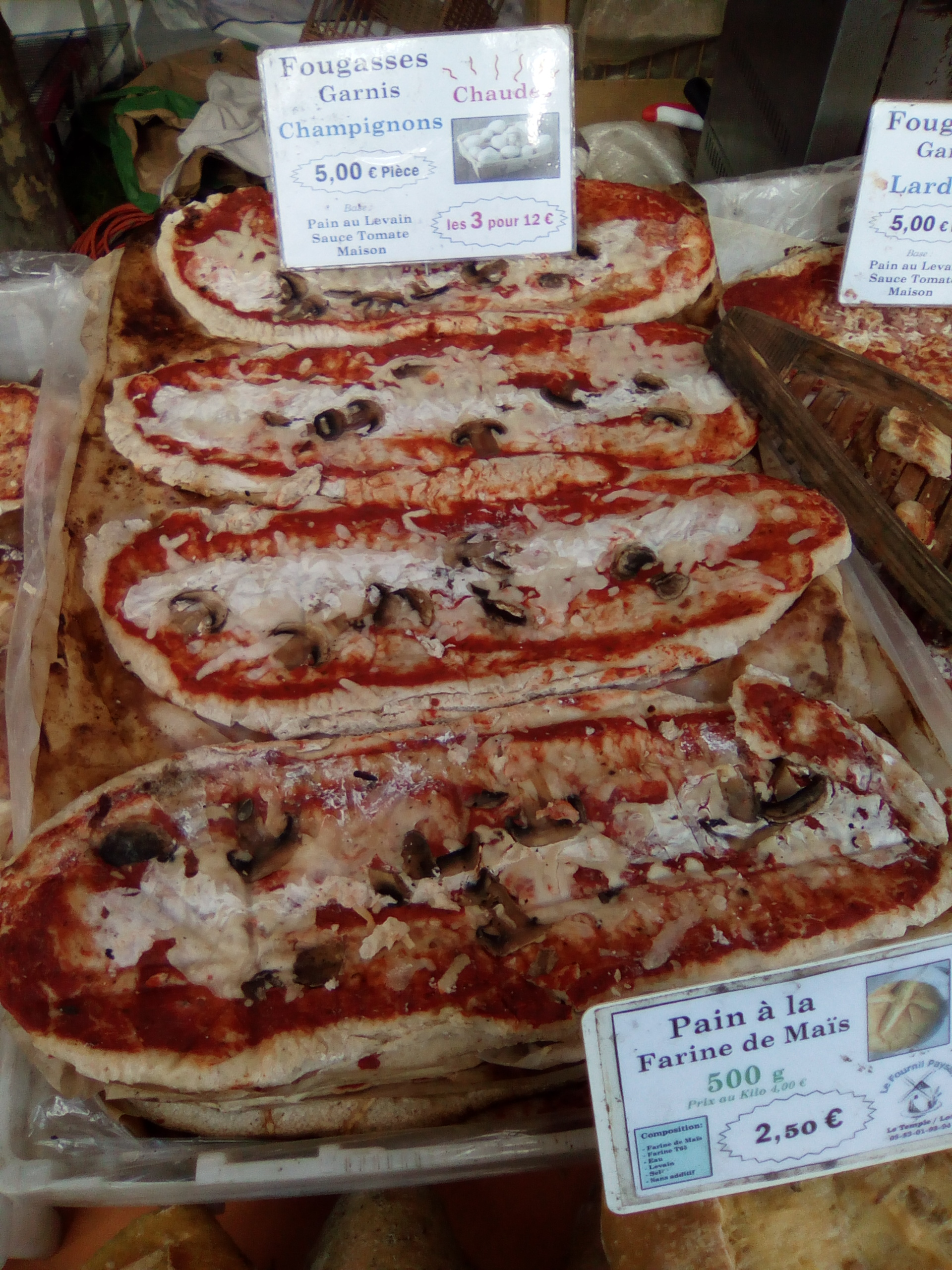
フーガスに様々な材料を載せても売られている。

フーガス（フランス語: Fougasse＝フガッス）は、通常フランスのプロヴァンス地方に関連するパンで、小麦の穂や木の葉に似たパターンにしているのが特徴であるが、他の地域でも多少違う形でも見られる。

## 歴史と語源
古代ローマでは、パニス・フォキウス（panis focacius）は炉床の灰で焼かれた平たいフラットブレッドであった（ラテン語でフォクスfocusは炉床の意味）。これが後に、イタリアのフォカッチャ、スペインのホガザ（hogaza）、フランス・プロヴァンス地方のフーガス（元々はfogatza）になったと言われる。このプロヴァンス版には、オリーブ、チーズ、ニンニク、アンチョビなど、トマト以外が追加されている場合が多い。

## フランス料理
パンが平たいので、これを折りたたんで作ったポケットの中にチーズと小さな角張ったベーコンの切れを入れてフランス版カルツォーネを作る行われている。他のバリエーションには、ドライフルーツ、ロックフォール・チーズ、ナッツ、オリーブ、シェーブルチーズ（山羊のチーズ）を加えることもある。

## 参照項目
- フランスパン